# European Film Awards 1989
La 2ª edizione della cerimonia di premiazione dei European Film Awards si è tenuta il 25 novembre 1989 a Parigi, Francia.

## Vincitori e candidati
Vengono di seguito indicati in grassetto i vincitori.
Ove ricorrente e disponibile, viene indicato il titolo in lingua italiana e quello in lingua originale tra parentesi.
Miglior film
- Paesaggio nella nebbia (Topio stin omichli), regia di Theo Angelopoulos ( Grecia)
- A peso d'oro (Eldorádó), regia di Géza Bereményi ( Ungheria)
- Belle speranze (High Hopes), regia di Mike Leigh ( Regno Unito)
- Magnús, regia di Þráinn Bertelsson ( Islanda)
- La piccola Vera (Malen'kaja Vera), regia di Vasilij Picul ( Unione Sovietica)
- Ricordi della casa gialla (Recordações da Casa Amarela), regia di João César Monteiro ( Portogallo)

Miglior film giovane
- 300 mil do nieba, regia di Maciej Dejczer ( Polonia)
- Sis, regia di Zülfü Livaneli ( Turchia)
- Kuduz, regia di Ademir Kenović ( Jugoslavia)
- Il mio piede sinistro (My Left Foot: The Story of Christy Brown), regia di Jim Sheridan ( Regno Unito)/( Irlanda)
- Nuovo Cinema Paradiso, regia di Giuseppe Tornatore ( Italia)
- Scandal - Il caso Profumo (Scandal), regia di Michael Caton-Jones ( Regno Unito)
- Wallers letzter Gang, regia di Christian Wagner ( Germania)

Miglior attore
- Philippe Noiret - Nuovo Cinema Paradiso e La vita e niente altro (La vie et rien d'autre)
- Davor Dujmović - Il tempo dei gitani (Dom za vesanje)
- Károly Eperjes - A peso d'oro (Eldorádó)
- Daniel Day-Lewis - Il mio piede sinistro (My Left Foot: The Story of Christy Brown)
- Jozef Kroner - Ti, kojto si na nebeto

Miglior attrice
- Ruth Sheen - Belle speranze (High Hopes)
- Snezana Bogdanovic - Kuduz
- Natalya Negoda - La piccola Vera (Malen'kaja Vera)
- Corinna Harfouch - Treffen in Travers
- Sabine Azéma - La vita e niente altro (La vie et rien d'autre)

Miglior interprete non protagonista
- Edna Doré - Belle speranze (High Hopes)
- Lena Sabine Berg - A Wopbobaloobop a Lopbamboom
- Roger Jendly - La ragazza di Rose Hill (La femme de Rose Hill)
- Lyudmila Zajtseva - La piccola Vera (Malen'kaja Vera)
- Alessandra Di Sanzo - Mery per sempre

Miglior regista
- Géza Bereményi - A peso d'oro (Eldorádó)
- Maciej Dejczer - 300 mil do nieba
- Vasilij Picul - La piccola Vera (Malen'kaja Vera)
- Jim Sheridan - Il mio piede sinistro (My Left Foot: The Story of Christy Brown)
- Theo Angelopoulos - Paesaggio nella nebbia (Topio stin omichli)

Miglior sceneggiatura
- Mariya Khmelik - La piccola Vera (Malen'kaja Vera)
- Maciej Dejczer e Cezary Harasimowicz - 300 mil do nieba
- Géza Bereményi - A peso d'oro (Eldorádó)
- Þráinn Bertelsson - Magnús
- Theo Angelopoulos, Tonino Guerra e Thanassis Valtinos - Paesaggio nella nebbia (Topio stin omichli)

Miglior fotografia
- Jörgen Persson e Ulf Brantås - Le donne sul tetto (Kvinnorna på taket)
- Krzysztof Ptak - 300 mil do nieba
- Sándor Kardos - A peso d'oro (Eldorádó)
- Yefim Reznikov - La piccola Vera (Malen'kaja Vera)
- Yorgos Arvanitis - Paesaggio nella nebbia (Topio stin omichli)

Miglior colonna sonora
- Andrew Dickson - Belle speranze (High Hopes)
- Michal Lorenc - 300 mil do nieba
- Maggie Parke e Gast Waltzing - A Wopbobaloobop a Lopbamboom
- Ferenc Darvas - A peso d'oro (Eldorádó)
- Goran Bregović - Kuduz

Miglior documentario
- Recsk 1950-1953, egy titkos kényszermunkatábor története, regia di Géza Böszörményi e Lívia Gyarmathy ( Ungheria)
- Io e il vento (Une histoire de vent), regia di Joris Ivens ( Francia)

Premio speciale della Giuria
- Nuovo Cinema Paradiso, regia di Giuseppe Tornatore ( Italia)
- La vita e niente altro (La vie et rien d'autre), regia di Bertrand Tavernier ( Francia)

Premio speciale della European Cinema Society
- Anatole Dauman,  Francia

Menzione speciale
- Allo spirito creativo dei nuovi film che arrivano da Sarajevo
- Obrazy starého sveta, regia di Dusan Hanák ( Cecoslovacchia)
- The Road to God Knows Where, regia di Alan Gilsenan ( Irlanda)

Premio alla carriera
- Federico Fellini ( Italia)